# ستنيسو يانكوفسكي
ستنيسو يانكوفسكي (بالبولندية: Stanisław Jankowski)‏ هو مهندس معماري بولندي، ولد في 29 سبتمبر 1911 في وارسو في بولندا، وتوفي بنفس المكان في 5 مارس 2002.